# Dorsal de Chile

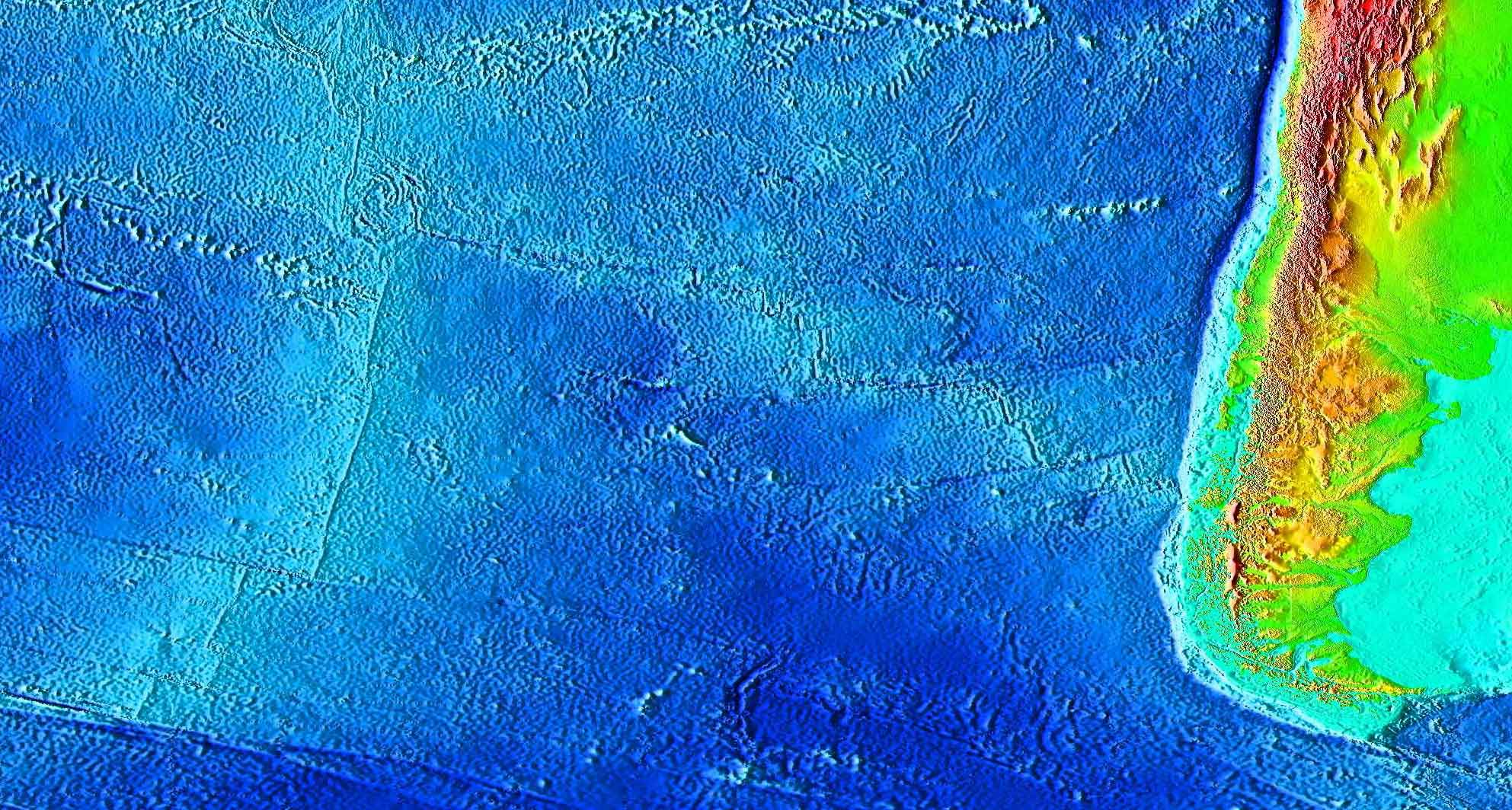
La dorsal de Chile.

La dorsal de Chile, o levantamiento occidental chileno, es una dorsal oceánica o cordillera submarina ubicada en área del Pacífico sur. Se desprende como ramal de la gran dorsal del Pacífico Oriental, unos 800 km al sur de la Isla de Pascua, ínsula que marca el área en que arranca la dorsal de Nazca. Se extiende zigzagueando en dirección SE por una extensión de 3500 km, de manera que actúa como límite entre dos placas tectónicas: la Placa de Nazca, al norte de la dorsal, y la Placa Antártica, al sur. El levantamiento llega hasta las inmediaciones de la costa de Sudamérica, perdiéndose en la Fosa de Perú-Chile, frente a la Península de Taitao, en el Triple Punto de Chile. Allí -donde se encuentran tres placas (Nazca, Antártica y Sudamericana)- la dorsal entra en subducción bajo la Placa Sudamericana. Esta subducción es coincidente con el movimiento de las placas separadas por la Dorsal de Chile, pues tanto la Placa de Nazca como la Placa Antártica presentan la misma tendencia general. Pero con la distinción de que la Placa de Nazca se mueve con una velocidad de 8 cm al año en dirección NE, mientras que la Placa Antártica se desplaza 2,4 cm al año en sentido Este.
Esta dorsal no alcanza altitud suficiente como para aflorar sobre el nivel del mar formando islas. El relieve de esta cordillera submarina es accidentado, formando irregulares valles y montes submarinos. Una de las formaciones más notables de la dorsal es la Zona de Fractura Valdivia (ZFV), una falla transformante, que corre de E a O, integrándose a como parte de la dorsal a la misma latitud de la ciudad chilena que le da nombre. Esta zona de fractura rebasa los límites de la propia dorsal, proyectándose, al E, hasta las cercanías de la costa de Valdivia y, al O, hasta el área del Monte Submarino Panov  y el Guyot Markov. Varias otras zonas de fractura atraviesan la dorsal en forma relativamente paralela: entre otras la Zona de Fractura Chiloé, la Zona de Fractura Guafo, la Zona de Fractura Gamblin, la Zona de Fractura Darwin y la Zona de Fractura Taitao, que se interseca con la cordillera submarina en el Triple Punto de Chile, en el límite SE de la dorsal. La dorsal presenta abundante actividad sísmica. Su existencia había sido predicha antes de que se confirmara su existencia por medio de sondeos de profundidad. A unos 175 km al SO del límite O de la intersección entre la Zona de Fractura Guafo y la Dorsal de Chile se encuentra la formación aislada Banco Karasev, otro de los principales hitos del relieve submarino de la zona.

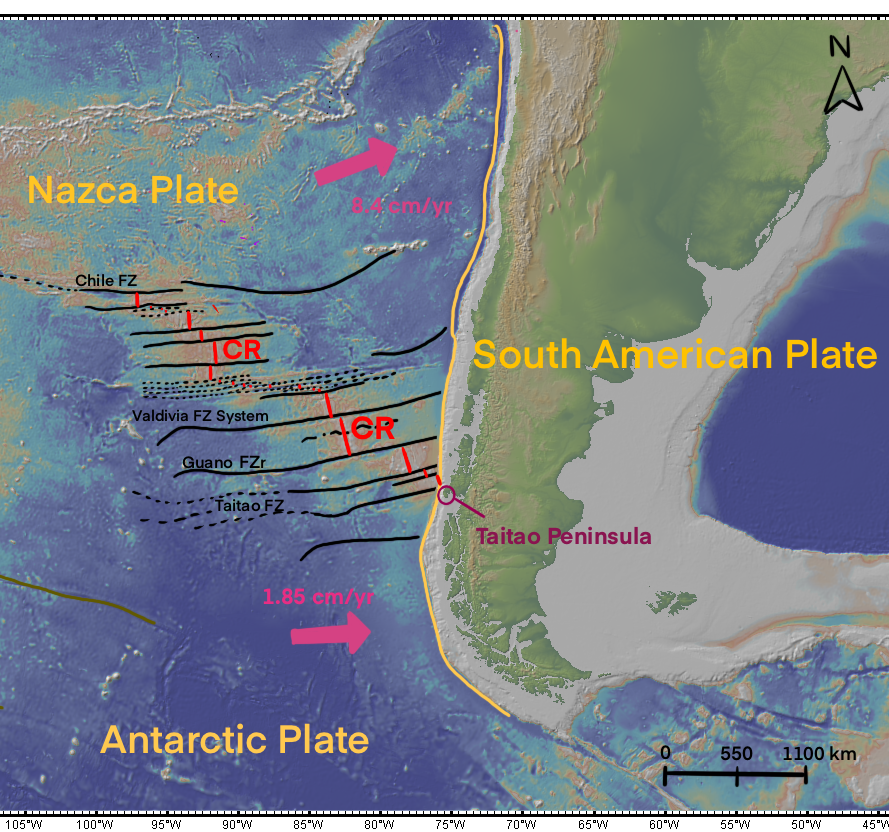
Mapa de la dorsal de Chile en el Océano Pacífico. La línea roja y las letras rojas "CR" representan la dorsal de Chile. La dorsal está dividida en numerosos segmentos de línea de falla indicados por líneas negras. 'FZ' significa zona de fractura. Las flechas rosas indican la dirección de los movimientos de la Placa de Nazca y de la Placa Antártica, así como su ritmo de migración. Muestran que la Placa de Nazca se mueve en dirección ENE, que es oblicua al límite con la Placa Sudamericana, mientras que la Placa Antártica se mueve en dirección E-O, que es casi perpendicular al límite de placas. Además, la Placa de Nazca migra más de cuatro veces más rápido que la Placa Antártica. El círculo púrpura oscuro muestra la Península de Taitao donde la dorsal de Chile choca con la Placa Sudamericana. La línea amarilla muestra el límite de la placa.

## Geología regional

### Geología de la dorsal de Chile
La geología de la dorsal de Chile está estrechamente relacionada con la geología de la península de Taitao (al este de la cordillera de Chile). Esto se debe a que la dorsal de Chile subduce por debajo de la Península de Taitao, lo que da lugar a unas litologías únicas allí. Las unidades litológicas se ordenan desde las más jóvenes a las más antiguas, en particular los Granitos de Taitao y la Ofiolita de Taitao.

#### Granitos de Taitao (rocas similares a la adakita en el Mioceno tardío)
El magamatismo de la Adakita se forma por la fusión del borde de fuga de la Placa de Nazca. Debido a la subducción de la Dorsal de Chile bajo la Placa Sudamericana, se produjo un magamtismo de roca intrusiva que genera granito. Éste también se forma por la fusión parcial de la corteza oceánica subducida. La corteza de Nazca joven (menos de 18 millones de años de antigüedad) está más aliente por lo que se funden los basaltos subducidos metamordoseados. En las dorsales medio oceánicas normales, la presencia de componentes volátiles como el agua también reduce la temperatura del solidus. Sin embargo, en la dorsal de Chile hay un grado relativamente bajo (20%) de fusión parcial de la litosfera, la presión y la temperatura de la fusión parcial es inferior a 10 kbar y superior a 650° respectivamente. Esto se debe a que la joven y cálida placa de Nazca ha dificultado una alta tasa de enfriamiento y deshidratación. La fusión parcial del granito de Taitao crea plutones como el plutón adacítico de la Península de Tres Montes del Cabo Raper .

##### Características de los granitos de Taitao

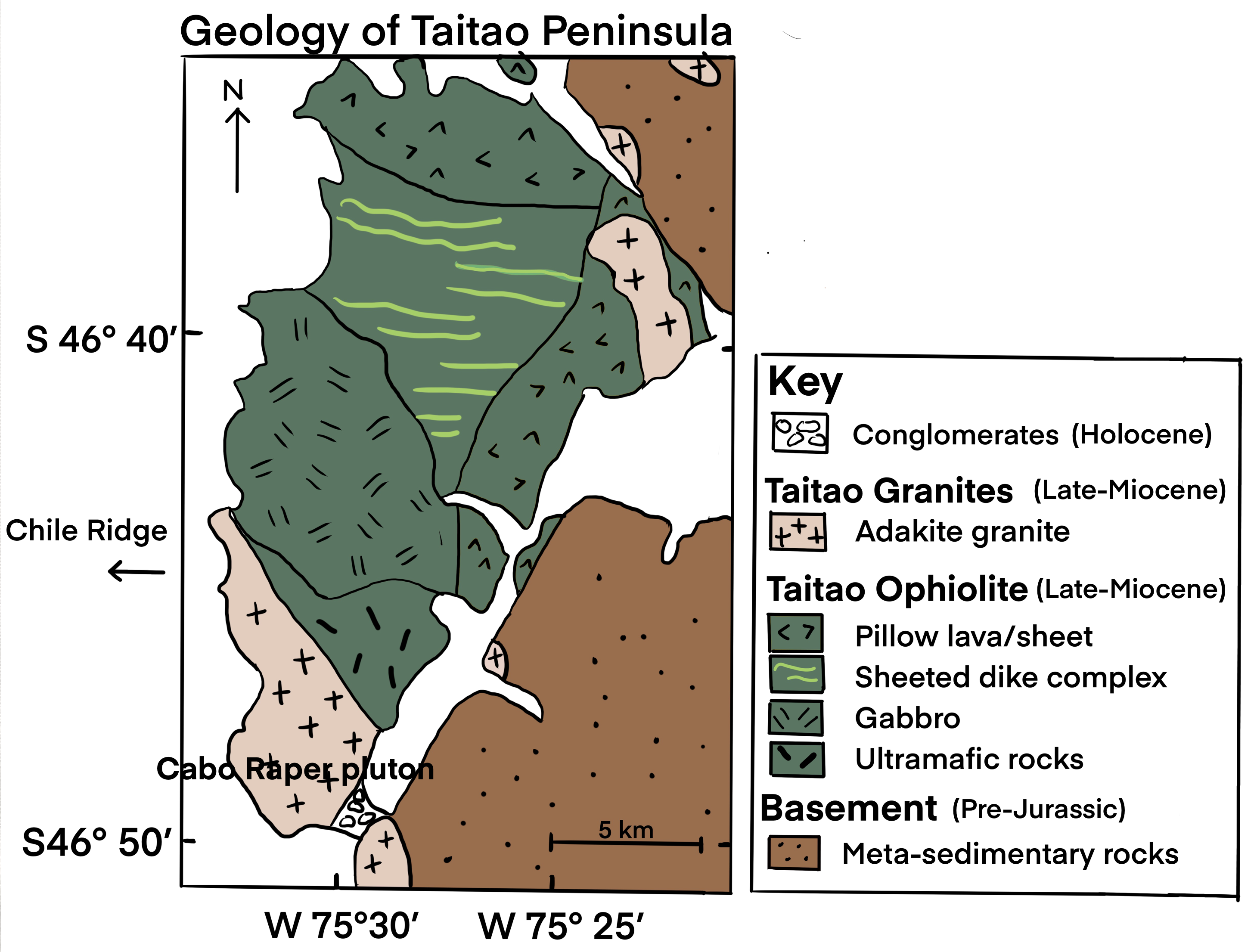
La figura muestra la geología de la Península de Taitao. Los granitos de Taitao y las ofiolitas de Taitao se centran principalmente en esta parte. La dorsal de Chile se encuentra al oeste de la península de Taitao, y su geología está estrechamente asociada a la de la península de Taitao.

La adakita es una roca de entre composición félsica a composición intermedia y suelen ser de composición calcoalcalina. También es rica en sílice. La fusión parcial provoca la alteración de los basaltos subducidos en eclogita y anfibolita que contiene granate.

#### Ofiolita de Taitao (lava almohadillada, diques laminares, gabro, rocas ultramáficas en el Mioceno tardío)
A lo largo del eje en la dorsal de Chile, se emplazan rocas magmáticas que van de máficas a ultramáficas. Por ejemplo, el complejo de ofiolita de Taitao se descubre en el extremo occidental de la península de Taitao (al este de la dorsal de Chile), a unos 50 km al sureste de la triple unión de Chile. A ello contribuye la obducción de la Placa de Nazca producida debido a la convergencia de la Placa Sudamericana que la sobrepasa y el segmento de la Península de Tres Montes de la Dorsal de Chile. La obducción y el empuje provocan metamorfismo de baja presión y forman el complejo ofiolítico. Este metamorfismo indica el inicio del alteración hidrotermal en un entorno de dorsal en expansión. También hay actividades recientes de magmas ácidos en la península de Taitao que permite la comparación entre la composición pasada y la actual, y de esa manera se puede determinar la historia del magma.

##### Características de la ofiolita de Taitao
La litosfera de la ofiolita de Taitao forma una secuencia especial de arriba abajo: lava almohadillada, complejo de diques laminados, gabros y unidades de roca ultramáfica. En el caso de las unidades de roca ultramáfica, se demostró que hay al menos dos eventos de fusión que ocurrieron antes.
La configuración térmica y la estructura de la zona de subducción afectan a las interacciones de la litósfera oceánica, los sedimentos del fondo marino, la roca erosionada de la placa sudamericana suprayacente y la cuña del manto subarco, así como a la composición química del magma, que se funde desde el manto. Debido a la subducción de las dorsales oceánicas (Dorsal de Chile) por debajo de la placa sudamericana que ha ocurrido desde hace 16 Ma, esto causó la alteración en la configuración térmica y la geometría de la cuña del manto sub-arco, creando una composición química distinta de las generaciones de magma. Esto significa que al entender la composición del magma, se pueden conocer las condiciones específicas de los sistemas de subducción. Se ha encontrado que la ventana de losa producida por la subducción de la dorsal provoca la generación de Basaltos alcalinos. La convergencia de la dorsal y la generación de la ventana de la losa ayuda al emplazamiento de los basaltos alcalinos.
| Holoceno                          | /                  | Conglomerado (geología) - Conglomerado | / | Composición variable: fragmentos de roca de granitos de Taitao, ofiolita,                 |
| Mioceno tardío (3,92 Ma, 5,12 Ma) | Magmatismo de arco | Granitos de Taitao                     | Fusión parcial de baja extensión del basalto alterado (del borde de salida de la placa de Nazca) en un evento de subducción caliente bajo el arco volcánico                        | Serie magmática intermedia a félsica, Calcoalcalina, adakitas: alta relación Sr/Y y La/Yb |
| Mioceno tardío (5,19 Ma)          | Magmatismo de arco | Ofiolita de Taitao                     | obducción y levantamiento de la Placa de Nazca producido por la convergencia de la Placa Sudamericana que la sobrepasa y la dorsal de Chile, causando metamorfismo de baja presión | máfico a ultramáfico, olivino y piroxeno                                                  |
| Pre-Jurásico                      | /                  | Meta-sedimentaria sótano               | / | /                                                                                         |

### Batimetría
La batimetría de la dorsal de Chile muestra que hay grandes colinas abisales que se extienden a lo largo de dos lados de la dorsal. Las colinas abisales crecen cíclicamente, lo que se debe al crecimiento cíclico de las fallas. Durante los ciclos de fallas, la extensión de la dorsal de Chile provocó la "difusión" tectónica (deformación que forma numerosas fallas diminutas). La continua divergencia de la dorsal hace que se concentre una deformación extensional y que las diminutas fallas se unan para generar altas y largas fallas a escala abisal. Las enormes fallas empujan a las viejas e inactivas fallas lejos del eje de la dorsal por la fuerza extensional. Este proceso se repetiría. Por lo tanto, cuanto más alejada esté la colina abisal del eje de la dorsal, mayor será su edad.

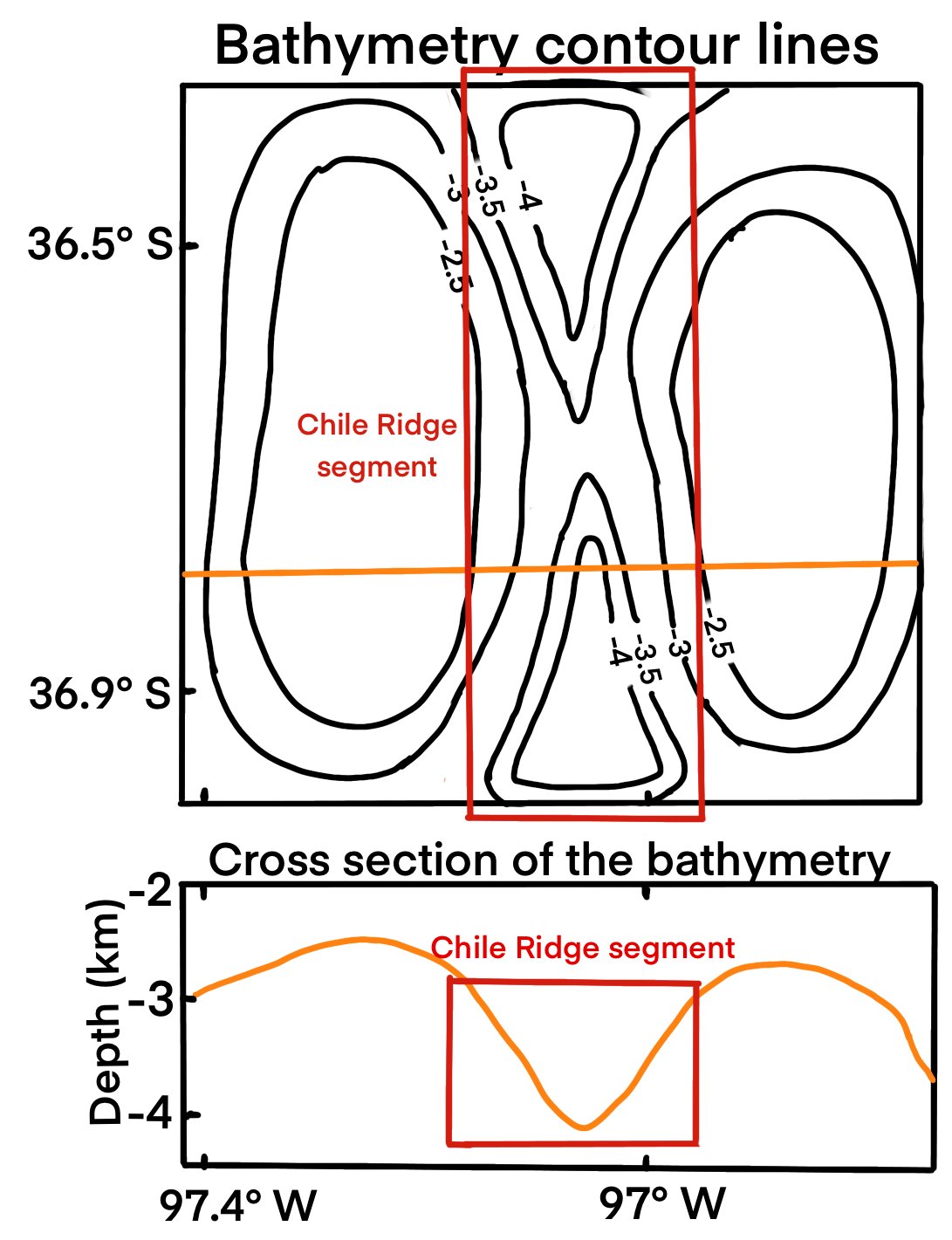
Las curvas de nivel muestran la morfología en forma de reloj de arena de uno de los segmentos de la Dorsal de Chile. A continuación se muestra la sección transversal de la topografía de la Dorsal de Chile.

## Formación geológica relacionada con el movimiento de la Dorsal de Chile

### Ventana de losa patagónica

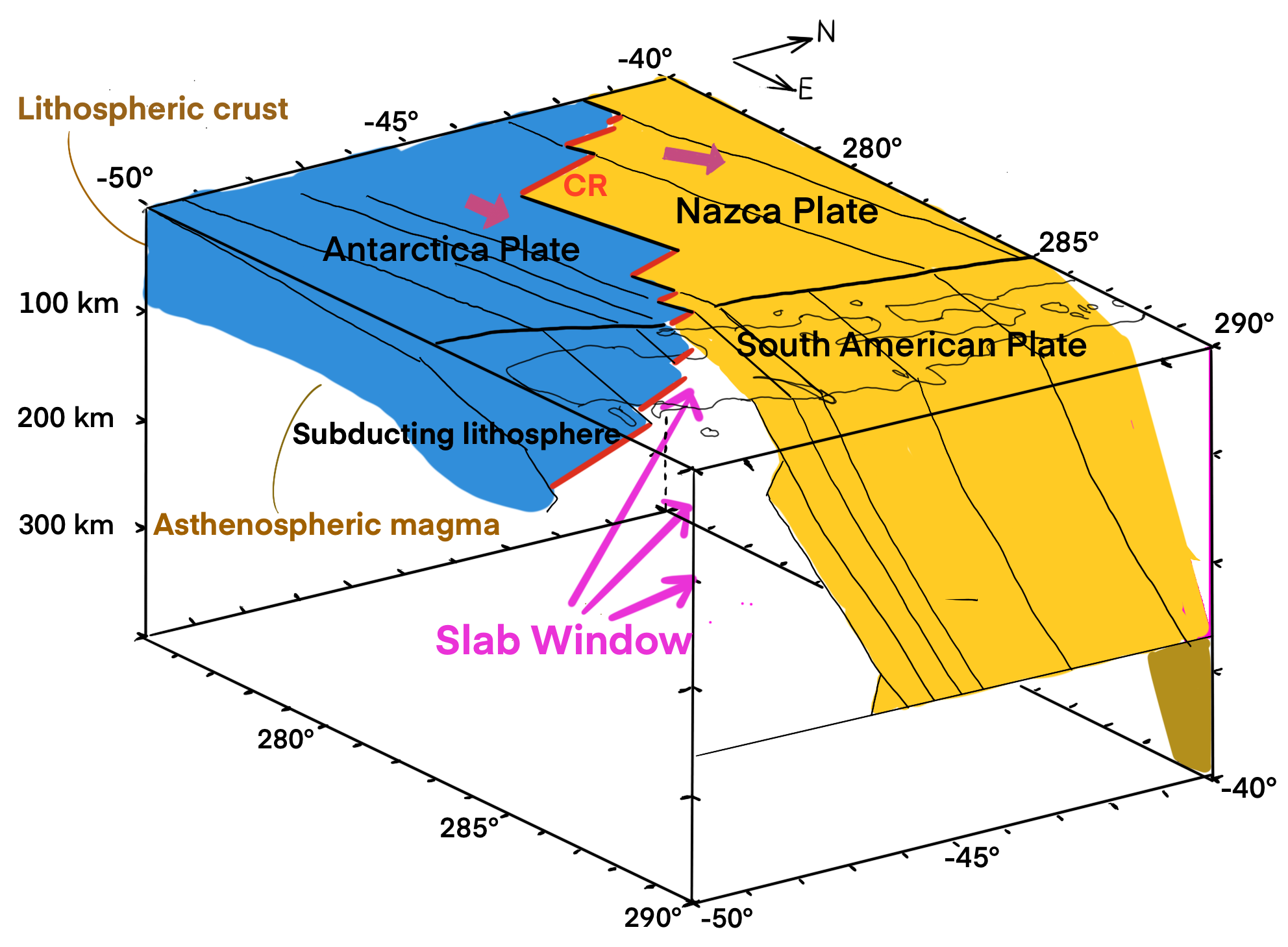
Fig-5 Este esquema muestra la sección transversal de la ventana de losa. La placa de Nazca y la placa Antártica están colisionando con la placa Sudamericana.

El impacto más evidente de la subducción de la dorsal de Chile es la formación de la ventana de losas. Se forma cuando los segmentos de separación de la dorsal de Chile subducen bajo la placa meridional de Sudamérica. El borde de salida de la placa de Nazca se funde completamente en la zona de subducción, y el borde de entrada de la placa Antártica diverge, creándose una brecha cada vez mayor entre las dos placas, ya que muy poca corteza se funde después de la subducción. En este caso, sólo se produce una cantidad muy pequeña de magma bajo la ventana de losa. El manto de la ventana de losa está bastante más caliente que el manto que se funde de la corteza litosférica, y la generación de magma es muy lenta. Esto se debe a la baja extensión de la hidratación a la zona de subducción, disminuyendo la convección del manto velocidad, ya que la producción de magma en la zona de subducción es impulsada principalmente por la hidratación que disminuye la fusión parcial de la corteza.  Se forma un arco volcánico por encima de la ventana de la losa ya que el magma fundido de la corteza convecta lentamente lo que dificulta el vulcanismo. El segmento de cresta entre Taitao y las fallas de transformación de Darwin se encuentran actualmente cerca de la Fosa de Chile y colisionan con la placa Sudamericana.

La presencia de una ventana de losa debajo de la placa suramericana ha sido probada por la investigación que tiene como objetivo determinar la litosfera y la estructura del manto superior cerca de la dorsal de Chile. Un intraplaca brecha sísmica se registra que coincide con la ubicación de la ventana de losa patagónica. Los resultados experimentales de la tomografía de ondas P de tiempo de viaje muestran que hay una zona de baja velocidad en la ubicación prevista de la ventana de losa, que migra hacia el este con el aumento de la profundidad. 

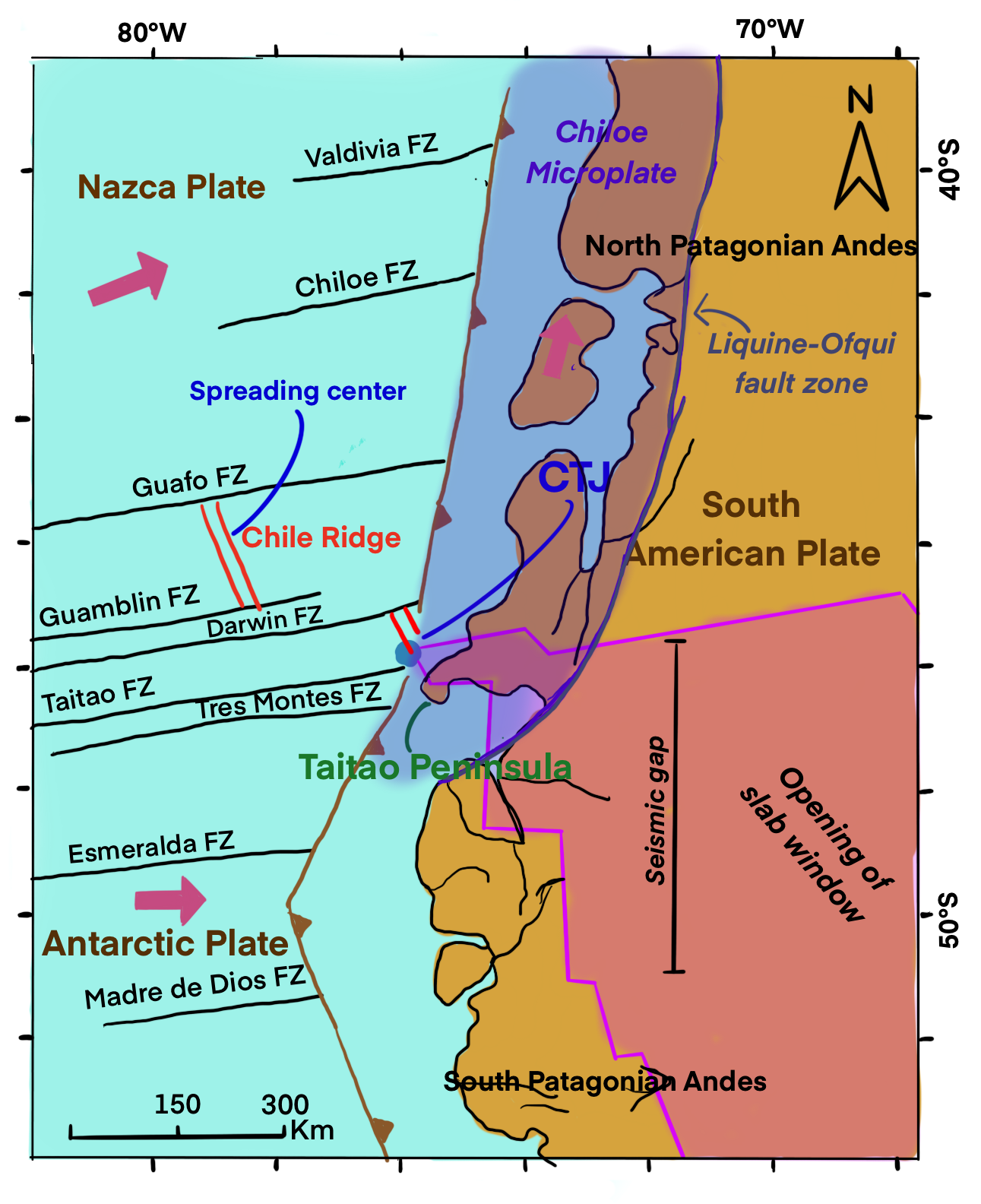
Fig-6 Esta figura muestra la ventana de losa causada por la subducción de la dorsal de Chile, la ventana de losa también produce una brecha sísmica. Las líneas negras son zonas de falla (FZ) y las líneas rojas son segmentos de la dorsal de Chile. El punto azul oscuro es la unión triple de Chile (CTJ). El área púrpura revela que la microplaca de Chiloé y la zona de falla Liquine-Ofqui se encuentran entre la microplaca de Chiloé y la placa principal sudamericana.

### Erosión tectónica y emplazamiento de la ofiolita
Aparte de la generación de la ventana de losa, la subducción de la Dorsal de Chile en la Triple punto de Chile también influye en la Península de Taitao. En primer lugar está la erosión tectónica, volcanismo basáltico Neógeno  y levantamiento tectónico en el Cretácico Superior. La obducción y el empuje de la placa de Nazca producidos debido a la convergencia de la placa de Sudamérica que la sobrepasa y la dorsal de Chile, provocando metamorfismo de baja presión, facilitaron el emplazamiento del Complejo ofiolítico.

### Triple punto de Chile
El Triple punto de Chile es la intersección de las placas de Nazca, Antártica y Sudamericana. La posición del punto cambia con el tiempo, y depende de si la dorsal de extensión subduce o la falla de transformación subduce bajo la placa Sudamericana. Cuando la dorsal se subduce, el triple punto se desplaza hacia el norte; pero si la zona de fractura se subduce, el triple punto se desplaza hacia el sur. El punto se ha desplazado hacia el norte a partir del inicio de la subducción de la dorsal de Chile desde hace 17 Ma tras la ruptura del triple punto de Nazca-Antártida-Phoenix. Desde entonces, el triple punto de Chile ha llegado a su posición actual en el oeste de la Península de Taitao. Antes de 10 Ma, el triple punto de Chile alcanza el sur de la península de Taitao. En la actualidad, la temperatura del triple punto de Chile por debajo de la profundidad de 10 - 20 km se prevé que sea de 800 - 900 °C.

### Ejes de dorsal
Los ejes de dorsal son la parte media de la dorsal donde se forman las costras más recientes. El eje central de la dorsal de Chile está orientado en dirección nornoroeste (NNE). Los ejes de dorsal también se conocen como topográficos axiales. Con la ayuda de satélites altimetría y magnético, se descubren bajas gravitatorias cerca de los ejes de las dorsales.

### Zonas de fractura

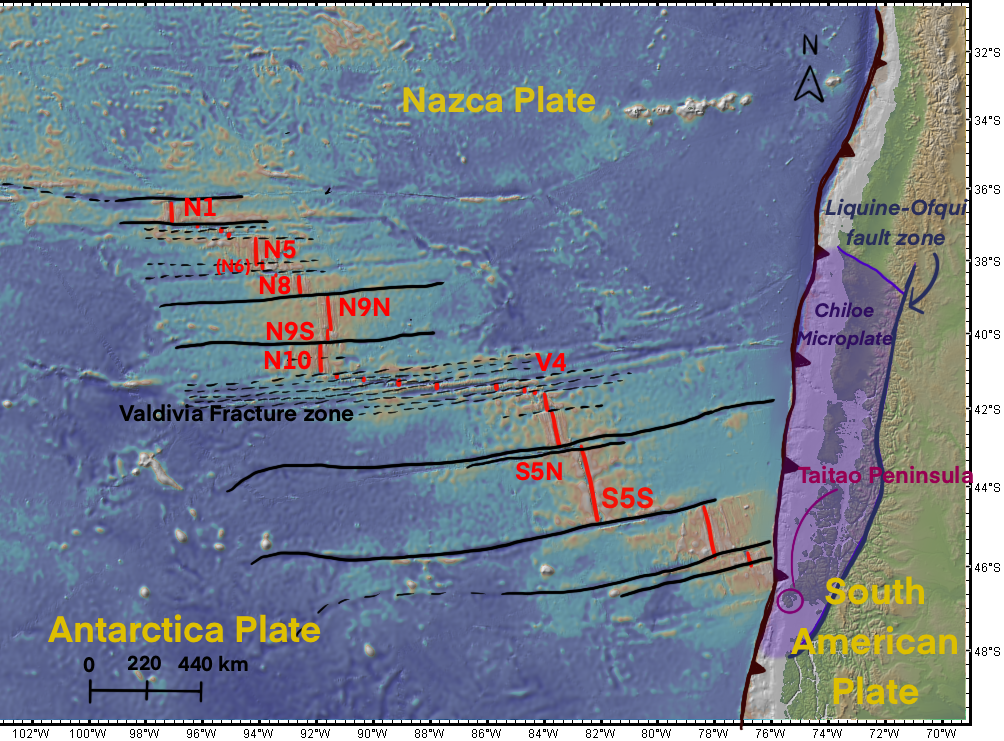
Fig-7 Esta imagen muestra los diversos segmentos de la dorsal de Chile que está dividida por numerosas zonas de fallas de transformación. Los números de los segmentos se muestran en rojo junto a los segmentos de la dorsal. La microplaca de Chiloé está situada al este de la dorsal de Chile y la zona de falla de Liquiñe-Ofqui está situada entre la microplaca de Chiloé y la placa principal sudamericana. Figura realizada con GeoMapApp (www.geomapapp.org)

También se denominan zonas de falla, son las fallas de transformación y separan la Dorsal de Chile en segmentos, provocando que todo el eje de la dorsal tienda hacia el sureste. Zonas de fracturas tienen tendencia estenoreste (ENE). La longitud total del desplazamiento del eje de la dorsal de Chile es de 1380 km causado por las 18 zonas de falla, entre las zonas de falla, también hay 2 sistemas de fallas complejas. Las zonas de falla más largas son la falla de Chiloé con 234 km de longitud, y la falla de Guafo que es la más corta (39 km). A través de varias investigaciones sobre los datos magnéticos y batimetría, se localizan las ubicaciones de las zonas de fractura. Mientras que las principales zonas de fallas son estudiadas por el método de batimetría y definidas como artesas. Los mismos datos batimétricos también descubrieron las zonas de fallas en East Pacific Rise, así como la Dorsal del Atlántico Medio.

## Movimiento de la Dorsal de Chile

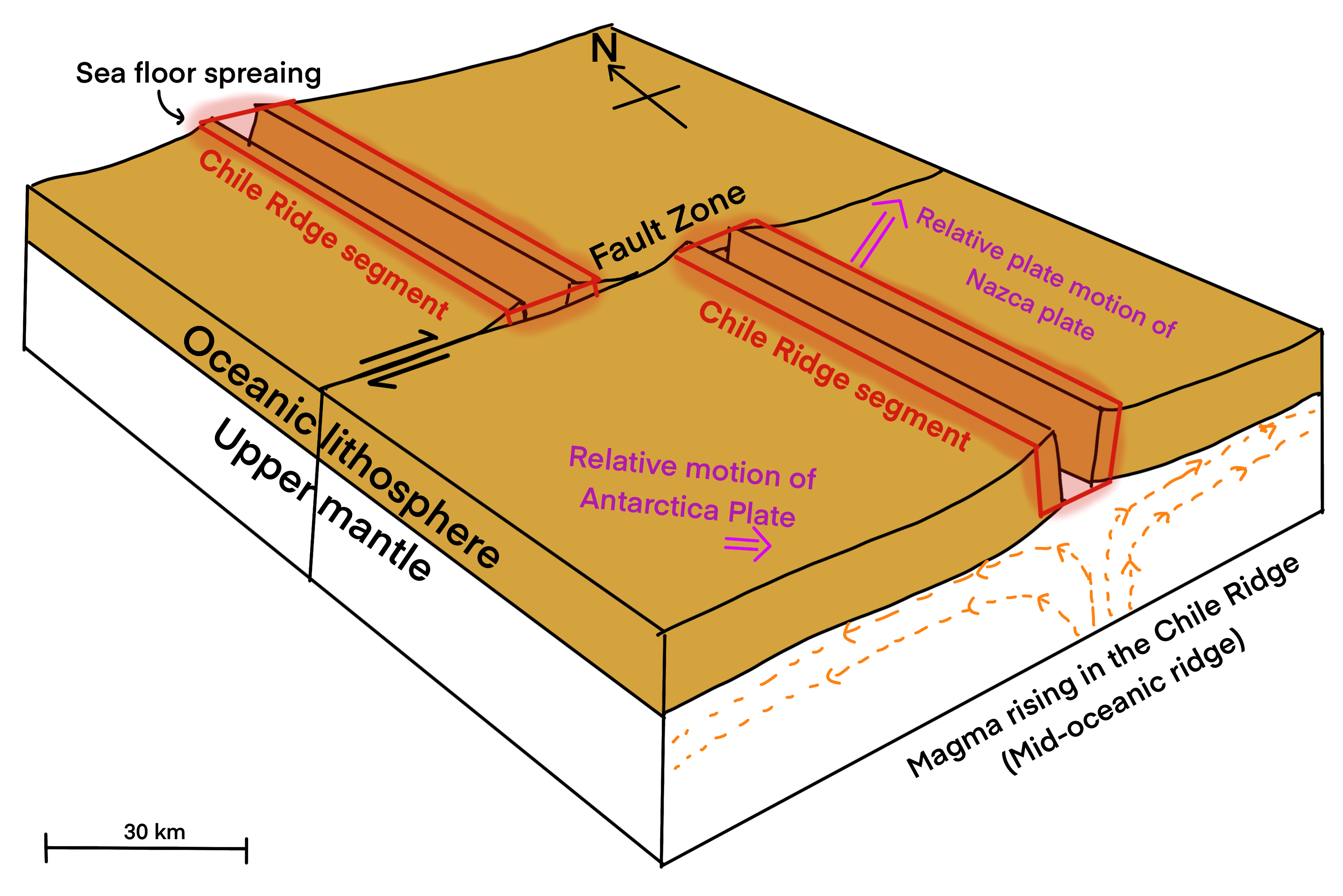
Vista cercana de la expansión de la Dorsal de Chile. La diferencia de movimiento plano relativo de la placa de Nazca y la placa de la Antártida, crea una fuerza extensional para la propagación del suelo marino.

La dorsal de Chile está formada por la divergencia de las placas de Nazca y Antártica. Se está extendiendo activamente a un ritmo de unos 6,4 - 7,0 cm/año desde hace 5 millones de años hasta la actualidad